# Matiatia
 (signalé en mai 2025).
Si vous disposez d'ouvrages ou d'articles de référence ou si vous connaissez des sites web de qualité traitant du thème abordé ici, merci de compléter l'article en donnant les références utiles à sa vérifiabilité et en les liant à la section « Notes et références ».
- Archive Wikiwix
- Bing
- Cairn
- DuckDuckGo
- E. Universalis
- Gallica
- Google
- G. Books
- G. News
- G. Scholar
- Persée
- Qwant
- (zh) Baidu
- (ru) Yandex
- (wd) trouver des œuvres sur Wikidata

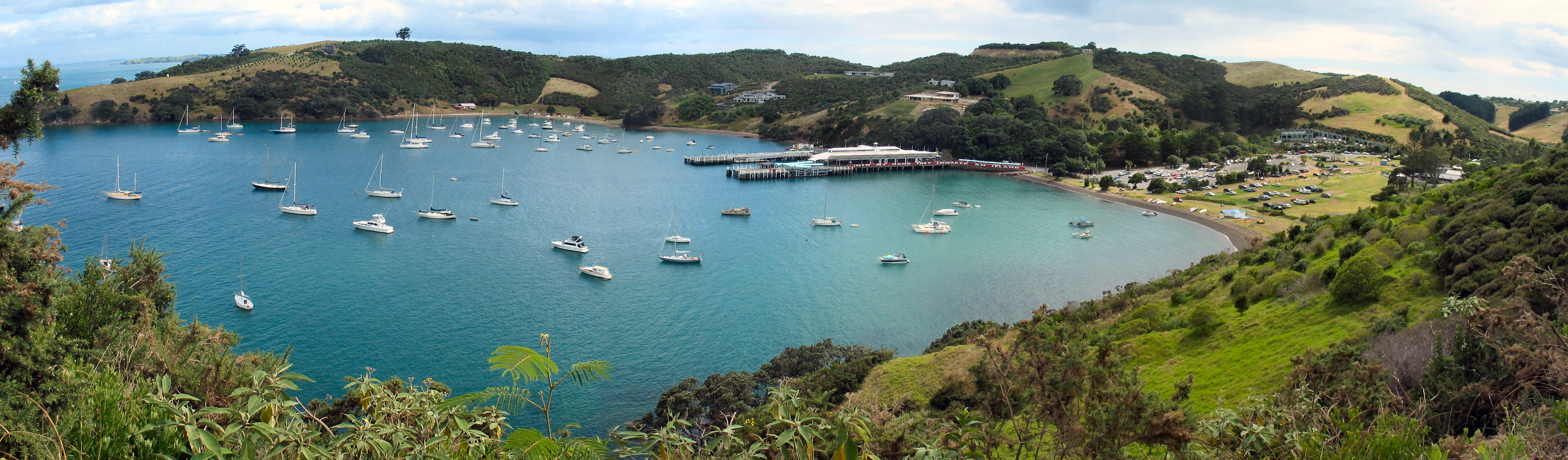
La vallée et la baie de Matiatia

Matiatia est une localisation de l’extrémité ouest de l'île de Waiheke, située dans le Golfe de Hauraki dans l'île du Nord de la Nouvelle-Zélande. 
Le nom est utilisé à la fois pour la vallée et les collines, qui l’entoure, avec la vallée s’étendant en descendant jusqu’au bord de mer, où se trouve un quai, qui avance dans le golfe.
Matiatia est connu comme étant la "porte d’entrée de l’île de Waiheke ".
Le nom de matiatia est aussi partagé avec un certain type d’herbe de plage, maintenant devenue rare, qui est connu comme poussant au niveau de la passerelle.